# غاردان
غارداني بلدية فرنسية تقع في إقليم بوش دي رون في جنوب فرنسا .

## أعلام
- بيرنارد باردو
- دانييل زيريب
- لوسيان فارمانيان